# ウィリアム・リチャード・ミード
ウィリアム・R・ミード (William R. Mead)、"ビル"・ミード ("Bill" Mead) として知られた、ウィリアム・リチャード・ミード（William Richard Mead、1915年7月29日 – 2014年7月20日）はイギリスの地理学者。
バッキンガムシャー州アイルズベリーに生まれ、バッキンガムシャー州で没した。1966年から1981年にかけてユニヴァーシティ・カレッジ・ロンドン (UCL) の地理学部門の長も務めた。ミードは（広義の）スカンディナヴィア諸国、特にフィンランドに関心を寄せていた。

## 経歴
ミードは、1937年にロンドン・スクール・オブ・エコノミクス (LSE) を卒業してロンドン大学から学士 (BA) を取得し、そのままLSEの修士課程に進んだ。音楽や文学を通して北欧諸国に関心を持ったミードは、特に、比較的関心を持たれていなかったフィンランドに注目して研究対象とし、1938年に初めてフィンランドを訪れた。1939年に修士号 (MA) を取得したミードは、そのまま博士課程に進み、当時LSEの組織が第二次世界大戦中に戦時疎開していたケンブリッジで研究を続けたが、同年に冬戦争（ソ連によるフィンランド侵攻）が始まるとフィンランド赤十字への支援活動などに関わり、さらに、イギリス空軍に志願した。志願から少し遅れて1940年6月に召集を受け、基礎訓練を終えたミードは、アイスランドやカナダのオンタリオ州に配属となり、各地の地理学者たちと交流の機会をもったが、その間に書かれた博士論文のテーマは「利益共同体と北欧民衆の地理的背景 (The Geographical Background to Community of Interest and the North European Peoples)」であった。
戦後、1946年にリヴァプール大学の地理学の助講師 (assistant lecturer)となったミードは、本格的にフィンランドとの学術交流に関与するようになった。1949年から1950年にかけて、彼はロックフェラー財団に雇われる形で、ヘルシンキ大学の社会学教授だったヘイキ・ワリスの下で、ソ連によってカレリアから追われた農民たちの再配置計画に従事した。その後は、ユニヴァーシティ・カレッジ・ロンドンの教員となり、一時はアメリカ合衆国ミネソタ州で研究に従事するなどしたほか、長期にわたって継続することになるオーランド諸島の調査にも着手した。
ミードは1963年には教授に昇任し、1966年から1981年に引退するまでUCLの地理学部門の長を務めた。また、王立地理学会を始めとする学会の役職を歴任したほか、UCLの学部長 (Dean of the Faculty of Arts) も務めた。
ミードは、1980年には、王立地理学会から金メダル（創立者メダル）を贈られた。
2003年には、「長く継続的に取り組まれてきたフィンランドについての科学的研究と、イギリスとフィンランドの科学研究協力の発展への貢献を認めて (tunnustuksena hänen pitkästä ja edelleen aktiivisena jatkuvasta työstään suomalaisen maantieteen tutkimuksen edistämiseksi ja anglosuomalaisen tieteellisen yhteistyön kehittämiseksi)」として、トゥルク大学から名誉博士号を贈られた。
ミードは、高齢に至っても科学研究を続けた。2009年6月8日から11日にかけてトゥルクで開催された北欧地理学会議 (Pohjoismaisten maantieteilijöiden konferenssissa) では委員長を務め、2014年にはフィンランドの探検家ペール・カルムのロンドン滞在中の日記についての著作『Pehr Kalm – his London diary, 1748』を出版した。